# 水の記憶 MEMORY OF WATER
『水の記憶　MEMORY OF WATER』（みずのきおく メモリー・オブ・ウォーター）は、1991年8月18日にTBS系列で新鋭ドラマシリーズの1作として16時30分から17時24分に放送されたSFドラマ。

## ストーリー
1995年高校2年生の高杉まゆらは高校のプールで泳いでいる時、青空に稲妻のような閃光が光り空が真っ白になった後ばらばらになった人間の体が降り注ぐというビジョンを見る。学校からの帰宅途中まゆらは同じ高校に通う佐久間啓司から彼女が見たビジョンは明日起こることを予知したものだと言われる。まゆらは佐久間に連れていかれ、佐久間の仲間4人を紹介されるが、佐久間は彼らとまゆらは人間ではなくボリス7型アンドロイド（通称D）だと言い、今自分たちがいるところも本当の東京ではなく兵器の実験のために東京に似せて作られたコピー都市だと告げる。6人はカヨという少女と一緒に遊んだ川に向かうが、ここで佐久間の仲間4人は全員魚型兵器に破壊され、この襲撃の際佐久間は出血したことで彼だけは本当の人間だということがわかる。佐久間はまゆらに現在は実際には2025年で、世界ではテロが頻発していて政府はテロを根絶するためにボリス社に新兵器の開発を依頼したと言う。この新兵器とはスリーピィ・ランチ(SLEEPY LUNCH)と呼ばれる洗脳兵器で、市民の感情と思考を完全にコントロールするものだ。佐久間はまゆらとともにスリーピィ・ランチの実験を阻止するため実験を制御するコンピューターが存在する場所へと向かう。

## キャスト
- 高杉まゆら：桜井幸子
- 佐久間啓司：東根作寿英
- まゆらの父：斎藤洋介
- りえ子：亜里香
- 大人のカヨ：中村玉緒

## スタッフ
- 原作 - 藤原カムイ「水の記憶」（潮出版社刊）
- 脚本 - 西荻弓絵
- 音楽 - KAZZ TOYAMA
- 演出 - 那須田淳
- プロデューサー - 横井直行
- 製作著作 - TBS